# BMW i3
BMW i3 — первый серийный электромобиль немецкой компании BMW, производимый с 2013 по 2022 годы. Создан на основе концепции гармоничного развития, в соответствии с которой выбор материалов, производственных процессов, поставщиков, комплектующих и способов утилизации подчинён минимальному воздействию на окружающую среду.
Лояльность жизненного цикла модели к природе оценена независимыми экспертами и признана отвечающей соответствующим стандартам. Автомобиль набрал максимальное количество баллов в новейшем европейском рейтинге экологичности автомобилей Green NCAP. Был выбран «Мировым автомобилем» 2017 года в категории «Городские автомобили».
В 2016 году ёмкость батареи аккумуляторов автомобиля была увеличена наполовину, а в 2018 году ещё на столько же. Теперь электромобиль может проехать на одной зарядке примерно 300 километров.
Весной 2019 года руководитель подразделения электромобилей компании заявил, что замены автомобиля в ближайшее время не предполагается, он пользуется устойчивым спросом и ещё не исчерпал весь потенциал модернизации.
BMW i3 официально продавался в России с 2017 до 2020 года.

## Кузов и оборудование
Внешний вид автомобиля был создан американским дизайнером Ричардом Кимом (англ. Richard Kim), всеми работами по созданию образа электромобилей компании заведовал Бенуа Джейкоб (Benoit Jacob) под общим руководством главного дизайнера BMW Адриана ван Хойдонка (англ. Adrian van Hooydonk).
BMW i3 стал продолжением концепт-каров BMW e1 и BMW e2.
Характерным элементом автомобиля, подчёркивающим облегчённую конструкцию кузова, является «чёрный пояс», простирающейся от капота через крышу и «растекающийся» по задней двери. Оригинальные окна то расширяясь, то сужаясь, охватывают автомобиль сбоку, а передок выделяется фарами в обрамлении подфарников. Аналогичной U-образной формы задние фонари вписаны в блестящую широкую заднюю дверь.

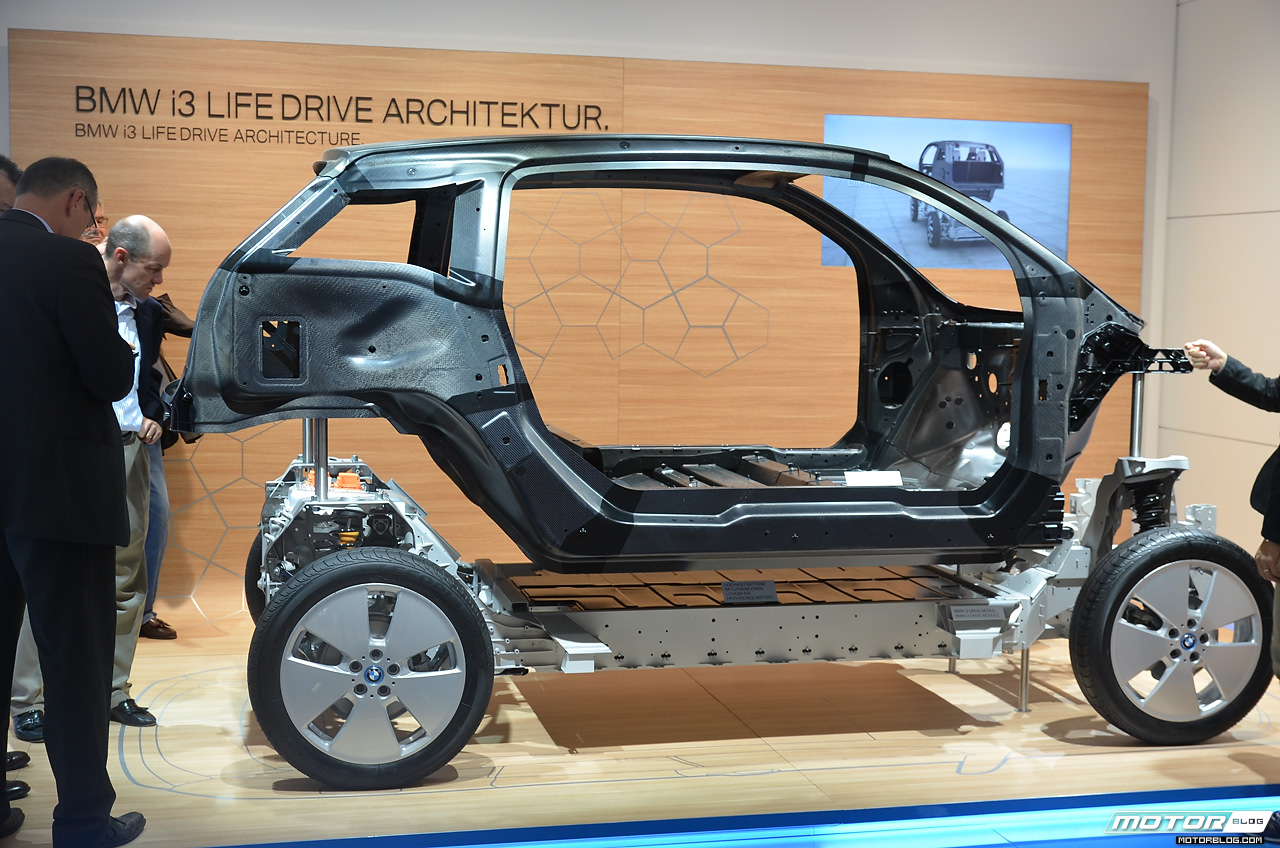
Углепластиковый каркас кузова и алюминиевая рама с батареей аккумуляторов внутри BMW i3

Для снижения веса каркас кузова изготовлен из углепластика, очень прочного и лёгкого материала. Он устанавливается на алюминиевую раму, в которую встроена батарея аккумуляторов и на которую монтируются электромотор и элементы шасси. Высокая жесткость углепластикового кузова позволила отказаться от центральной стойки, у автомобиля открываются навстречу друг другу распашные двери.
Модель «на четыре» выдержала тесты на безопасность по методике Euro NCAP. Из недостатков была отмечена большая нагрузка на грудь манекена при боковом ударе о столб и посредственная защита шеи при наезде сзади. Защита детей признана отличной; при любых тестах они оставались в своих креслах и минимально контактировали с элементами салона. Отмечена очень хорошая защита пешеходов при наезде.
При лёгких столкновениях и контактах, наиболее часто происходящих в городе, кузов пружинит и возвращается в исходную форму. Возможные при этом царапины и сколы краски не приводят к его ржавлению. При более крупных авариях, повреждённая часть кузова либо заменяется, либо вырезается и вместо неё приклеивается новый фрагмент.

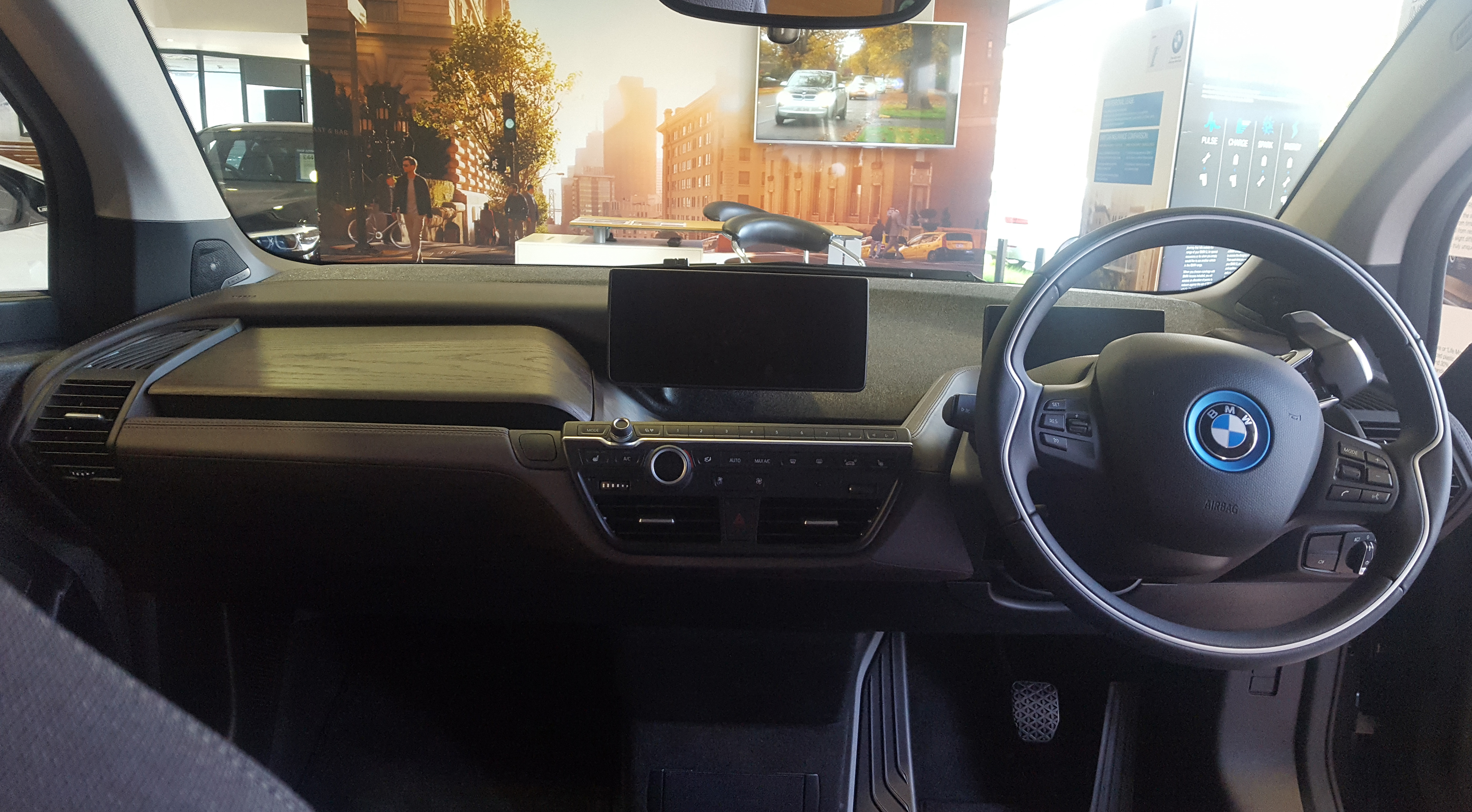
Салон BMW i3

Свободно стоящая рулевая колонка и «парящие» мониторы (центральный и перед водителем) создают ощущение пространства в салоне (см. рис.) Этому также способствует отсутствие тоннеля на полу. С тонким каркасом передние кресла освобождают дополнительное место для пассажиров сзади. В оформлении используется дерево , натуральные и синтетические волокна. В целом, 95 % деталей автомобиля пригодны для вторичной переработки. Широкая задняя дверь и узкие боковые стойки открывают большой проём в багажник объёмом 260 литров, который можно увеличить до 1100 литров, сложив спинки задних сидений.
Особенностью модели является то, что управлять скоростью автомобиля можно с помощью одной педали. Как только водитель отпускает педаль «газа», электромотор переходит в режим рекуперации. При этом он создаёт приличный тормозящий момент на колёсах и заряжает батарею. Водитель нажимает на педаль тормоза только, если нужна ещё большая тормозная сила. У педали акселератора есть также нейтральный режим. Если ослабить нажатие на педаль, не отпуская её, то электромотор переходит в режим холостого хода, и автомобиль просто катится, не расходуя энергию.

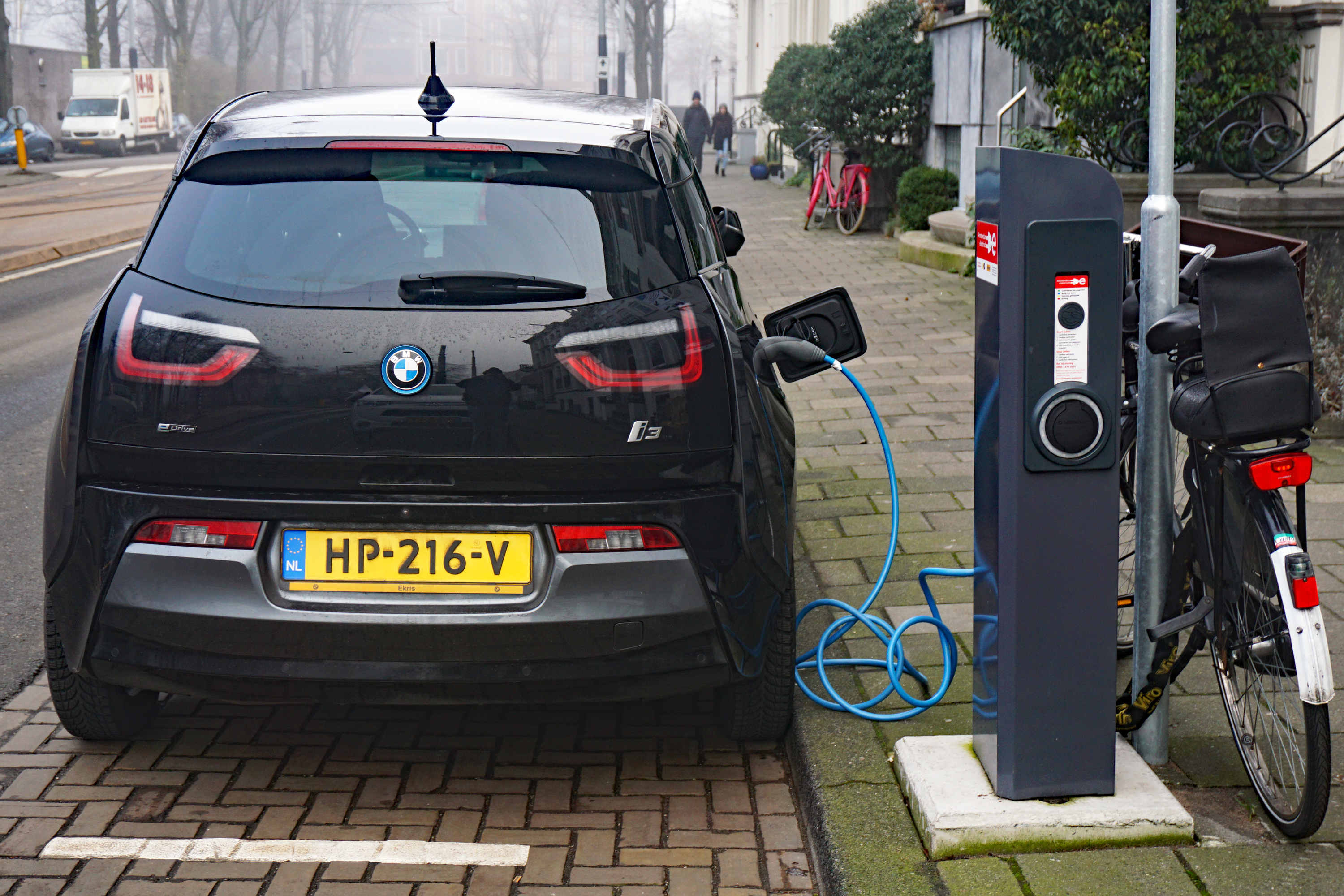
BMW i3 на зарядке

Данная модель является одним из первых автомобилей на рынке постоянно подключённым к информационной сети с помощью встроенной SIM-карты. Это позволяет навигационной системе автомобиля планировать маршрут передвижения владельца с учётом последующей пересадки на автобус, или метро, или пешего передвижения. При этом, помимо городского трафика, учитывается уровень заряда батареи, включённые потребители энергии (кондиционер или отопитель), окружающая температура, стиль вождения. Рассчитанный таким образом пробег электромобиля отображается на карте в режиме реального времени. Тут же система подскажет ближайшие зарядные станции и наличие свободных мест на них.
Вся информация о предстоящем маршруте передвижения и состоянии автомобиля доступна также на смартфоне владельца. Владелец может дистанционно контролировать процесс зарядки, подстраивая его с учётом пиков потребления, ночного режима, и тому подобного, таким образом, чтобы к началу поездки электромобиль был полностью заряжен. Кроме того, его можно подготовить к поездке, включив, например, отопитель заранее.

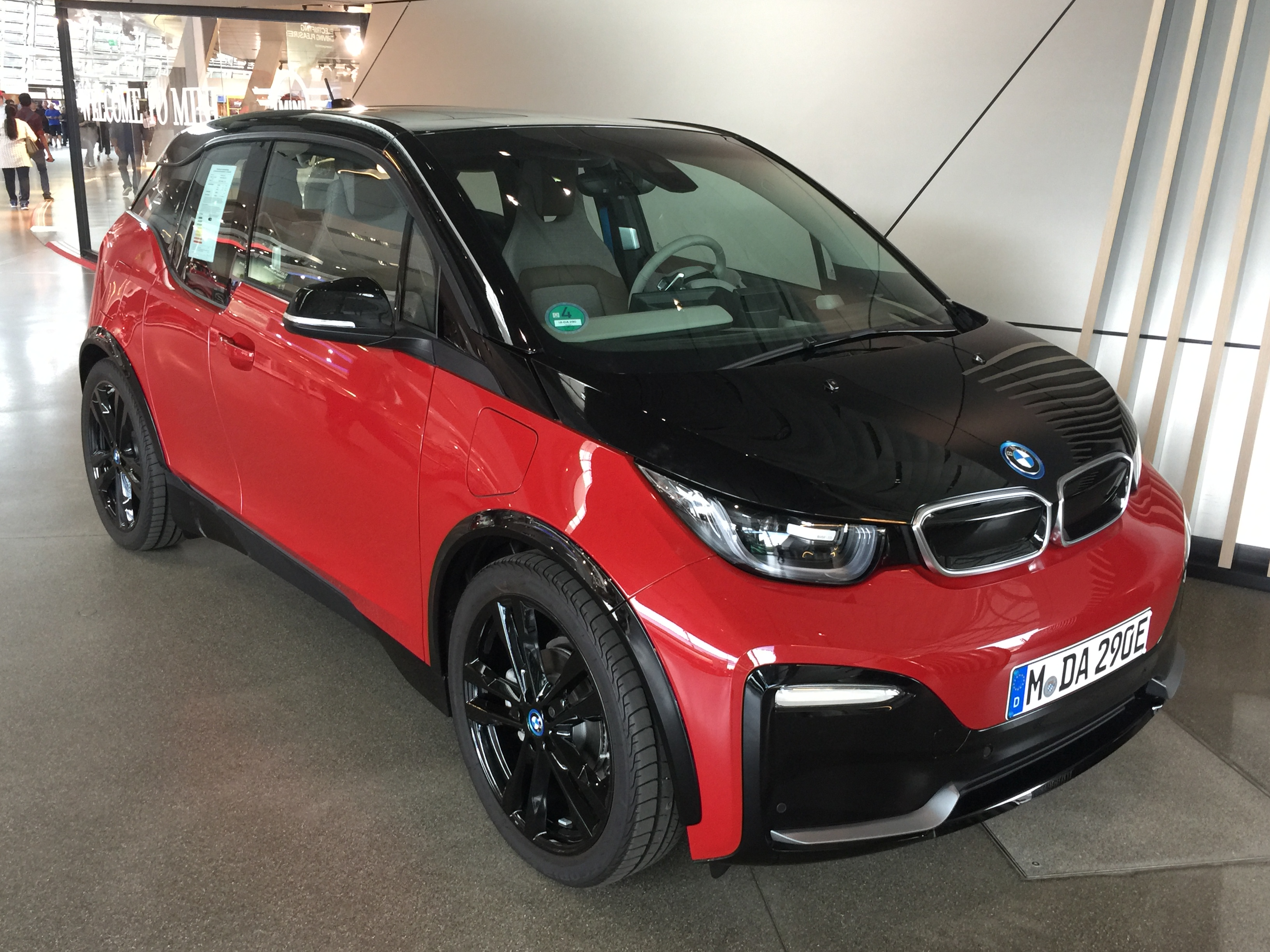
Спортивный BMW i3s 2017 года

В середине 2017 года модель получила серию небольших обновлений. «Чёрный пояс» теперь распространяется на передние стойки и кромки крыши. Переработанные передняя и задняя части немного увеличили ширину автомобиля, хромированная полоска во всю заднюю дверь дополнительно подчёркивает это. Передняя и задняя светотехника стали полностью светодиодными. В салоне, помимо новых цветовых решений, стали устанавливать повышенного разрешения основной дисплей, была переработана система его меню, лучше стало работать голосовое управление.
Система автопарковки теперь может сама управлять рулём автомобиля. Так же как и система движения в пробке, которая не только поддерживает безопасное расстояние до впереди идущего автомобиля, но и удерживает электромобиль в заданной полосе движения. Обновленные системы контроля сцепления повысили курсовую устойчивость, как при динамичном ускорении, так и при интенсивном рекуперативном торможении. Тяговое усилие на скользкой дороге (дождь, снег) также заметно улучшилось. Новые настройки теперь разрешают мягкие и безопасно управляемые заносы при спортивном прохождении поворотов.
Появилась спортивная модель i3s с более совершенным и мощным электромотором и специально настроенной подвеской. Внешне модель отличается иной, более агрессивной формы, передним и задним бамперами с глянцевой чёрной отделкой. Водитель модели теперь может выбрать спортивный режим (Sport), который обостряет реакцию на нажатие педали акселератора и делает более острым рулевое управление.
Эволюцией BMW i3 стал концепт BMW i Vision Circular.

## Двигатели и трансмиссия

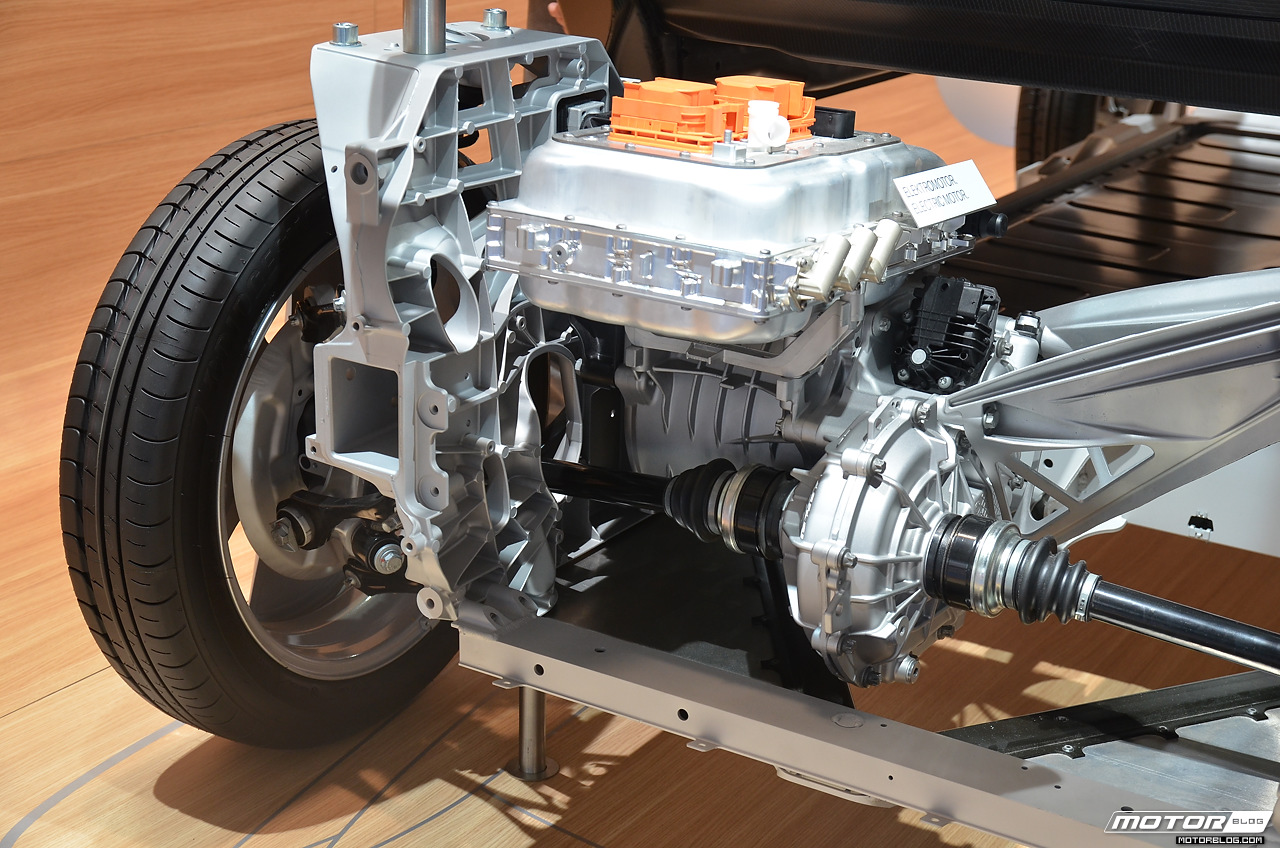
Блок управления (сверху), электромотор и редуктор

Силовой привод электромобиля состоит из установленного сзади электродвигателя, который вращает задние колёса через одноступенчатый редуктор. Синхронный электромотор с возбуждением постоянными магнитами разработан специалистами BMW и производится на заводе компании. Весит он 50 килограммов, развивает максимальную мощность в 125 кВт (170 л. с.) и создаёт крутящий момент в 250 Нм во всём диапазоне оборотов.
На спортивную модель i3s устанавливается более мощный и усовершенствованный электромотор: улучшена система его управления, в редукторе стали использовать новые подшипники, в целом силовая установка спортивного автомобиля на 40 % эффективнее стандартной, в отдельных режимах работы.
Кроме самих литий-ионных аккумуляторов, которые закупаются на стороне, все остальные компоненты батареи изготавливаются, и она сама собирается на заводе BMW в Дингольфинге. Компоновка, электрические соединения отдельных ячеек, встроенные датчики контроля состояния и управляющая электроника разработана специалистами компании.
Батарея состоит из восьми модулей по 12 отдельных аккумуляторов в каждом. Все они создают электрическое напряжение 360 вольт и способны запасать максимум 22 киловатта энергии в час, из которых можно использовать примерно 18,8 киловатт в час. Электронная система контролирует заряд и разряд каждого аккумулятора и обеспечивает оптимальные условия его работы. Система охлаждения остужает батарею летом и подогревает зимой до температуры, примерно в 20 °C. Предполагается, что срок службы батареи будет равен сроку эксплуатации автомобиля. В любом случае, компания даёт на неё гарантию в 8 лет и 100 тысяч километров пробега.

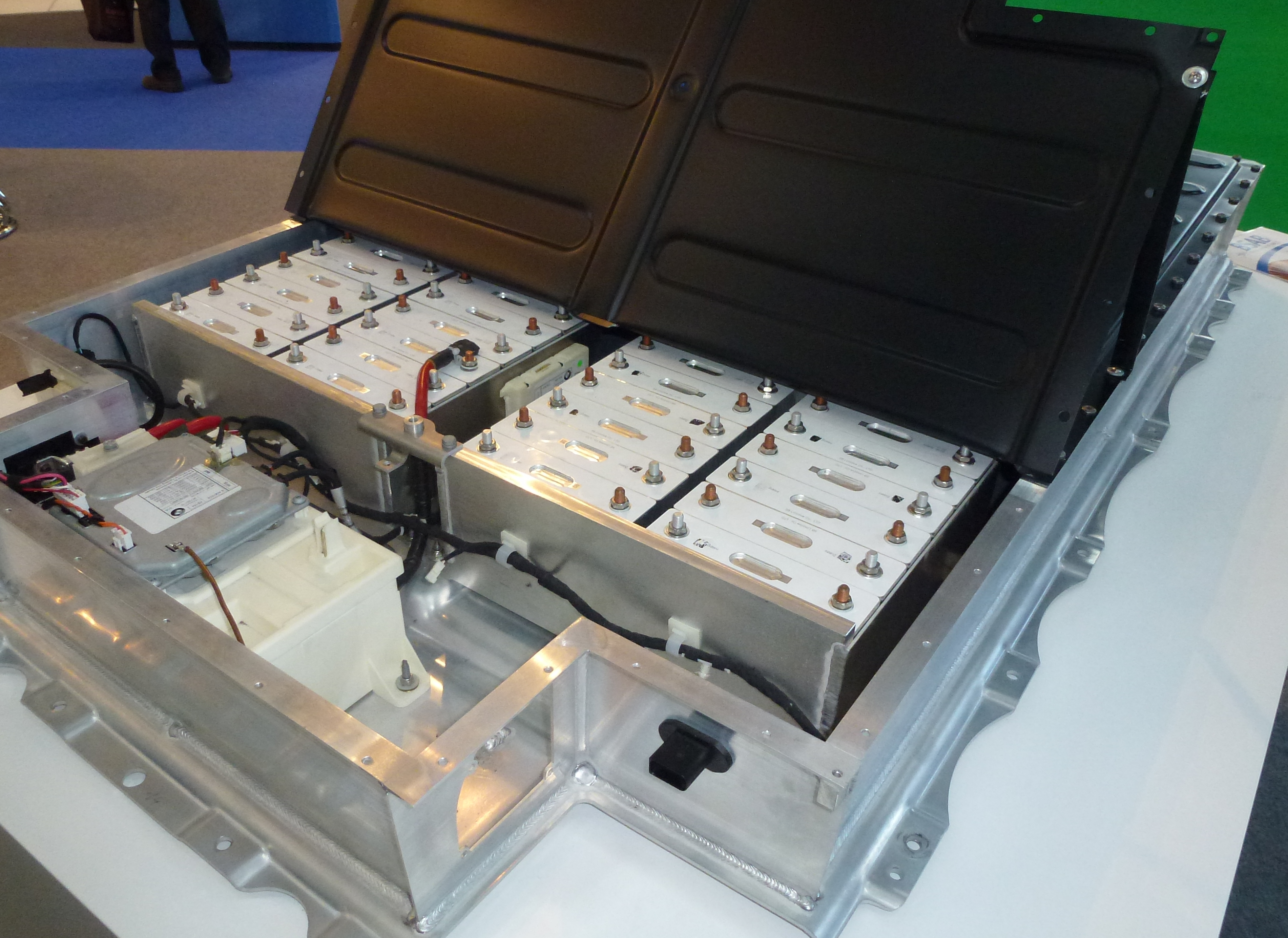
Батарея и управляющая электроника внутри силового каркаса

Весит батарея 230 килограммов, установлена она внутри силового каркаса и надёжно защищена от окружающей среды и возможного повреждения при аварии. Три уровня безопасности, в том числе экстренное отключение управляющих и высоковольтных контуров обеспечивают защиту всей электрической системы.
Силовая электроника, обеспечивающая взаимодействие батареи и электромотора, также разработана в компании. Она включает в себя инвертор, который преобразует электрический ток для питания мотора и выдаёт 12 вольт для бортовой сети, очень сложный блок управления рекуперацией и систему зарядки батареи, позволяющую «закачивать» в неё от 3 до 50 киловатт энергии, в зависимости от возможностей зарядной станции.
Зарядить автомобиль можно от обычной электросети, или купив специальную зарядную станцию, которая позволяет использовать максимально возможную силу тока в домашней сети и сокращает время зарядки примерно вдвое. Конструкция и мощность зарядной станции зависит от региона поставки, и учитывают соответствующие стандарты напряжения и силы тока. Можно также воспользоваться публичной станцией быстрой зарядки постоянным током (50 кВт), на которой подзарядить батарею до 80 % от максимальной ёмкости можно примерно за 30 минут, во время обеда, например.
По заказу автомобиль может быть оборудован так называемым удлинителем хода (Range Extender), который позволяет подзаряжать батарею во время движения. Делается это с помощью небольшого бензинового двигателя, который вращает генератор. Размещается такая конструкция сзади автомобиля, рядом с электромотором и не влияет на объём багажника. Двигатель автоматически запускается в нужный момент и подзаряжает батарею, позволяя дополнительно проехать примерно 100 километров.
Начиная с лета 2016 года новые автомобили стали оборудовать более ёмкой батареей в 33 кВт ч. Увеличение ёмкости произошло за счёт замены элементов батареи на более совершенные. При этом ни габариты, ни вес её не увеличились. Так что владельцы ранее выпущенных автомобилей могут заменить в них батарею более ёмкой. В ноябре 2018 года ёмкость батареи была увеличена ещё раз. Теперь она равна 120 А ч или 42,2 кВт ч, что позволило ещё примерно на 30 % увеличить пробег электромобиля.
| Напряжение, В                                                    | 360      | 353       | 352        |
| Ёмкость, А⋅ч                                                     | -        | 94        | 120        |
| Максимальная запасаемая мощность, кВт⋅ч                          | 22,0     | 33,2      | 42,2       |
| Максимальная отдаваемая мощность, кВт⋅ч                          | 18,8     | 27,2      | 37,9       |
| Примерное время зарядки на специальной станции (50 кВт, AC), мин | 30       | 39        | 45         |
| Примерное время зарядки от бытовой электросети (240 В), час (А)  | 8 (10 А) | 11 (10 А) | 9,4 (16 А) |
| Пробег автомобиля по циклу WLTP, км                              | -        | 235—255   | 285—310    |

## Ходовая часть

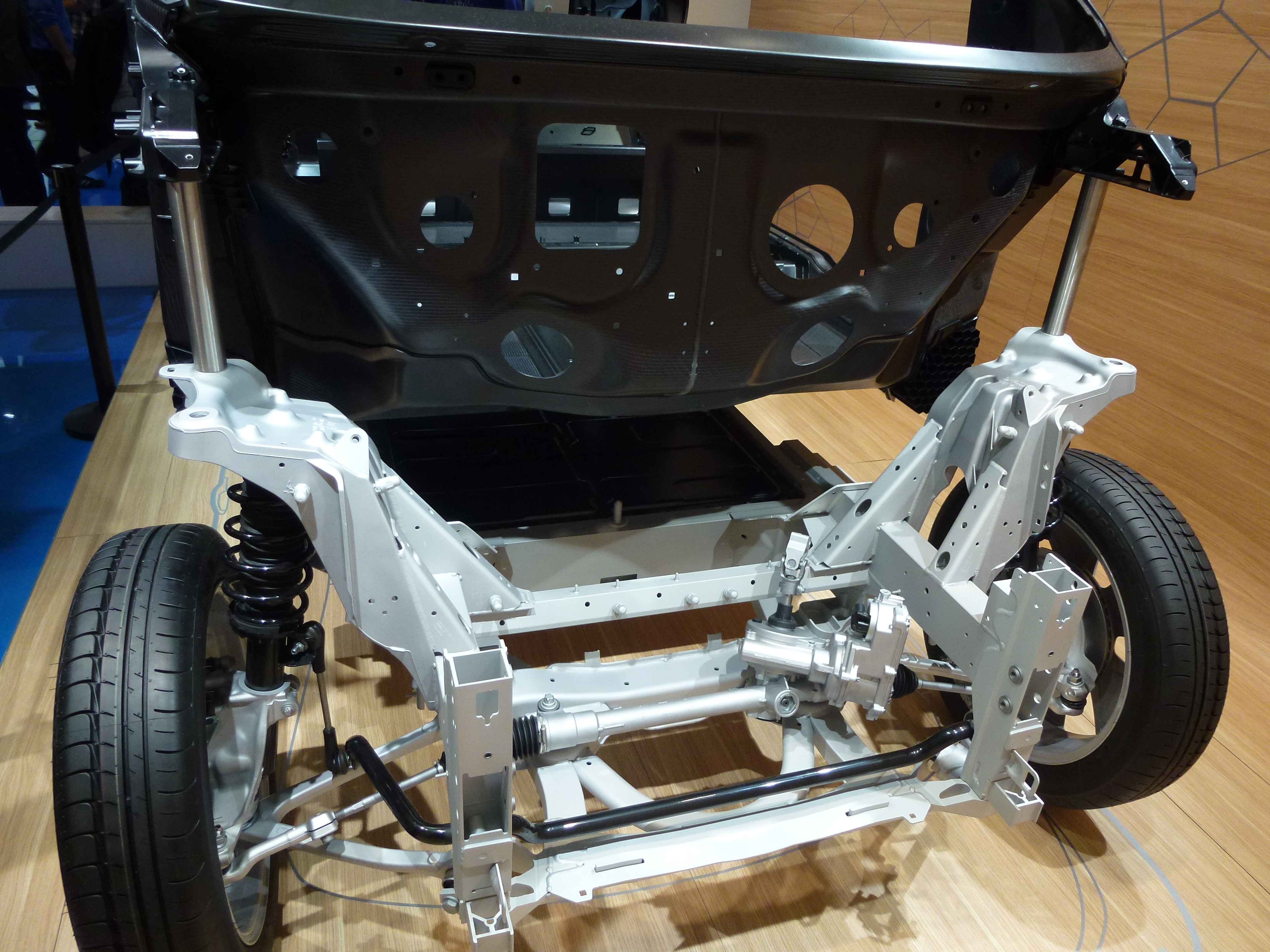
Передняя подвеска и рулевое управление BMW i3

Сочетание большой колёсной базы, жёсткой алюминиевой рамы и качественно сделанной ходовой обеспечивают точное управление и высокий уровень комфорта при движении электромобиля.
Спереди у него применяется подвеска типа Макферсон, сзади — независимая пятирычажная. Все детали подвески имеют малый вес, но достаточную жёсткость. Так, рычаги из кованого алюминия примерно на 15 % легче стальных. Как и другие автомобили BMW, i3 использует электроусилитель в рулевом управлении, который позволяет точно и плавно передавать управляющие воздействия на колёса.
Система динамического контроля курсовой устойчивости (DSC), входящая в базовую комплектацию, включает в себя функции антиблокировочной системы (ABS), системы управления торможением в повороте (англ. Cornering brake control, CBC), системы динамического распределения тормозных сил (DBC), системы помощи при экстренном торможении и помощи при старте на подъеме. Активируемый при помощи кнопки режим динамического контроля тяги (DTC) обеспечивает эффективный контроль над сцеплением колес с дорогой, позволяя водителю использовать контролируемое проскальзывание ведущих колес для начала движения на снегу, рыхлому песку или для особо динамичного прохождения поворотов.
Специальной конструкции очень лёгкие (менее 7 кг) и жёсткие 19-дюймовые колёса из особого сплава устанавливаются стандартно. Большие и узкие шины размерностью 155/70 R19 позволяют достичь требуемого баланса между сопротивлением качения, обтекаемостью шины, её скоростными характеристиками и сцеплением.
Спортивная модель i3s имеет заниженную на 10 миллиметров специально настроенную подвеску с новыми пружинами, амортизаторами и 20-дюймовыми колёсами и увеличенную на 40 миллиметров колею. Водитель такого автомобиля может выбрать спортивный режим движения, обостряющий педаль акселератора и руль.

## Производство и продажи

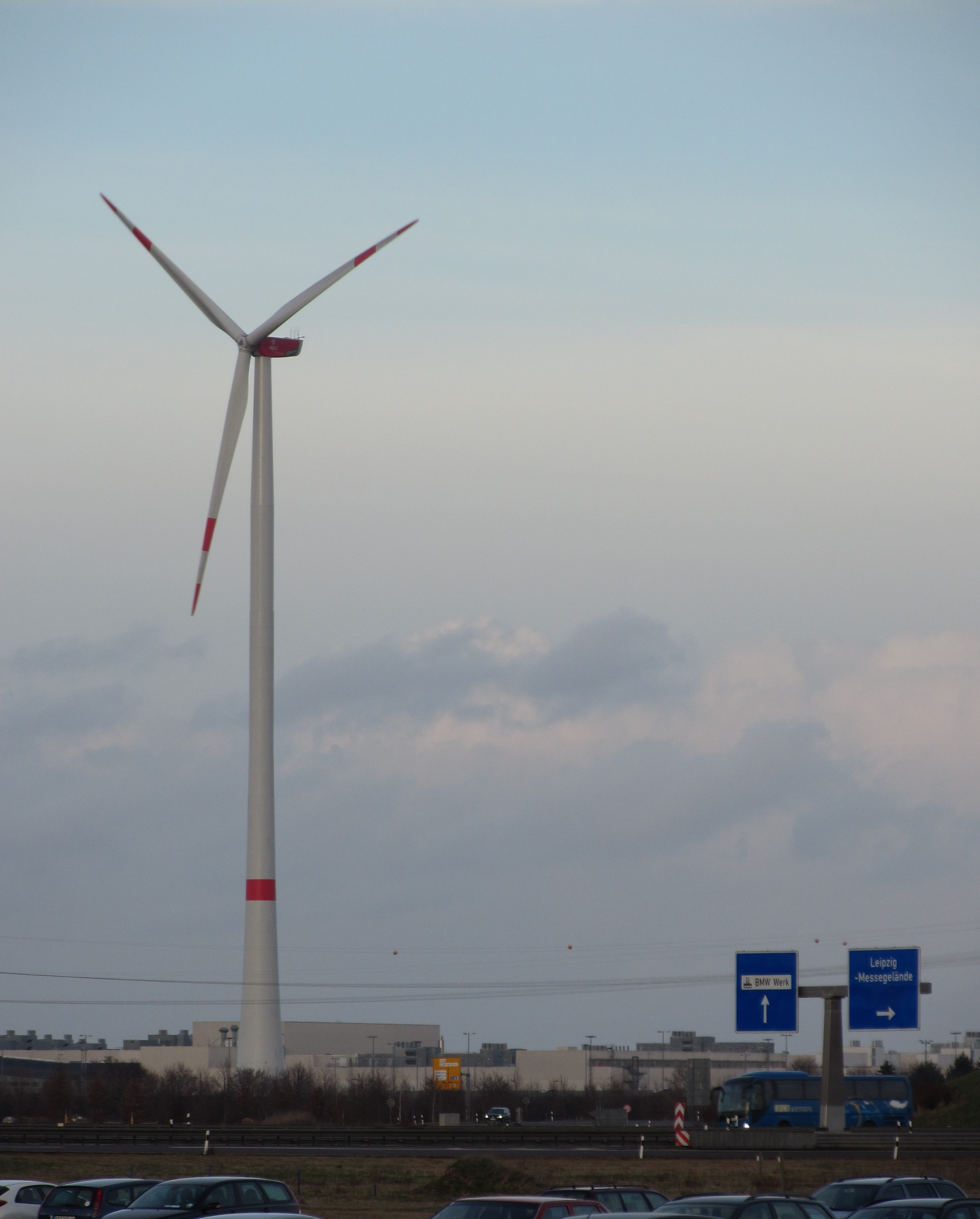
Одна из ветряных электростанций обслуживающих завод BMW в Лейпциге

Углеродное волокно для пластикового кузова автомобиля изготавливается в американском городе Moses Lake. Всю необходимую энергию завод получает от местной гидроэлектростанции. Далее, волокно попадает в немецкий город Ваккерсдорф, где из него изготавливают полотно разной плотности. Рулоны полотна отправляются на заводы BMW в Ландсхуте и Лейпциге для изготовления элементов кузова.
Подогретый лист углепластика укладывается в кондуктор и принимает его форму. Размер и сложность получаемой деталей могут быть любыми. Сделать из стали или алюминия что-то подобное значительно труднее. Затем, лист под высоким давлением пропитывается специальной смолой и, по мере высыхания, примерно через 10 минут приобретают необходимую жёсткость.
Всё это происходит на новом заводе в Лейпциге. При производстве нет шума от штамповки и искр от сварки. Склеивание каркаса кузова из деталей полностью автоматизировано. На каркас кузова навешиваются внешние пластиковые панели, изготовленные по традиционной технологии методом литья под давлением. Готовый кузов окрашивается, что придаёт ему необходимый блеск, защищает от солнечной радиации и царапин. В лакокрасочном цехе используется сухое отделение излишне распылённой краски, поэтому он не имеет сточных вод. Пластиковый кузов не требует антикоррозионной обработки и грунтовки, поэтому весь процесс окраски требует в четыре раза меньше электроэнергии, по сравнению со стальным кузовом.
Все обрезки пластика, остающиеся в процессе производства, полностью перерабатываются и повторно используются для изготовления новых кузовов или в иных целях. В целом, при изготовлении автомобиля и его компонентов расходуется в два раза меньше энергии и на 70 % меньше воды, чем на обычных заводах компании. Всё электричество для производства модели i3 в Лейпциге вырабатывается с помощью ветряных электростанций.
| 2014 | 17 793 | 6092   | 9060   | 1  |
| 2015 | 29 513 | 11 024 | 11 873 | 3  |
| 2016 | 29 280 | 7625   | 15 023 | 3  |
| 2017 | 33 676 | 6276   | 20 993 | 13 |
| 2018 | 37 545 | 6117   | 24 169 | 5  |

## См.Также
- BMW Isetta 300 and 600
- BMW 2 Series Active Tourer
- BMW e1 (1993)

## Комментарии
1. ↑   Быстрорастущее дерево эвкалипта идеально подходит для устойчивого производства древесины, которая естественно устойчива к влаге и требует минимум обработки без использования химикатов[20].
2. ↑   Натуральные волокна кенафа на 30% легче изготавливаемого из нефти пластика и в процессе произрастания поглощают углекислый газ[21].
3. ↑   Полностью утилизируемый полиэстер на 34% состоит из переработанных бутылок[22].
4. ↑  Источники информации те же, что и в этой статье.